# Viteško udruženje Kumpanjija – Blato
Viteško udruženje "Kumpanjija" Blato udruga je koja aktivno promiče i čuva folklornu baštinu grada Blata i otoka Korčule, a utemeljeno je 1927. godine. Kumpanjija svoje korijene vuče iz srednjeg vijeka i to iz vojničkih postrojbi. Naime, najstariji pisani dokument o Kumpanjiji je Statut otoka Korčule, u kojem se spominje, da već tada pod tim imenom na otoku postoje vojničke postrojbe koje su branile otok od Turaka i drugih napadača. 
Udruženje sakuplja i njeguje materijalnu i nematerijalnu baštinu Blata: nošnje, glazbene instrumente, pjesme, plesove, posebice blatski tanac, kotiljun, splet, pokladne plesove i mačevalački ples kumpanjija, koji se izvodi uz ritam bubnja i zvuk gajdi. 
Mačevalački ples kumpanjija ili "ples od boja" prenosi tradiciju narodne vojske koja je nekada čuvala Blato. Naime, kao ni ostala stara mjesta u unutrašnjosti otoka ni Blato nije imalo zidine koje bi ga čuvalo. Zato su se građani udruživali u narodnu vojsku koja je branila Blato od napada osvajača. Bubnjar je bubnjajući obilazio mjesto s nagovještajem opasnosti i pozivao na okupljanje, a nakon svake borbe s neprijateljem igrao se viteški ples. Iz vježbi te vojske razvio se ritualni mačevalački ples koji odražava vojnički duh ljudi koji su branili otok od osvajača. Kroz ples se prepoznaju elementi etničkih grupa koje su živjele na otoku i ostavile svoj trag: izumrli Pelazgi ostavili su buzdovan i bubanj, Iliri držak za barjak, stari Grci nošnju i mijeh, Rimljani vojnu formaciju i napokon Hrvati svoj Schiavona mač. Početkom 19. stoljeća, ulaskom otoka Korčule u sastav Austro–Ugarske Monarhije, Kumpanjija gubi svoju vojno-obrambenu funkciju i prelazi u folklor. 
Tradicionalni glavni nastup Kumpanjije je na Dan Blata 28. travnja (Sv. Vincenca) kada se izvodi mačevalački ples, a nakon njega i Tanac, ples muškaraca i žena koji potječe iz 17. stoljeća.